# Sikova lípa
Sikova lípa je památný strom ve vsi Rudoltice v okrese Klatovy. Přibližně čtyřsetletá lípa malolistá (Tilia cordata) roste na zahradě za domem čp. 16 v centru vsi, v nadmořské výšce 480 m. Výška stromu je 25 m, šířka koruny 17 m a obvod kmene 640 cm (měření 2009). Zdravotní stav je dobrý, strom má zajímavý růst. Polovina koruny je odlomena, tím vznikla velká boční dutina, kmen má mohutné kořenové náběhy. V roce 2009 byl proveden redukční sesazovací řez a byla instalována podkladnicová vazba. Chráněna je od roku 1980 pro svůj vzrůst, věk a jako krajinná dominanta.